# الكفير (حاصبيا)
الكفير هي إحدى القرى اللبنانية من قرى قضاء حاصبيا في محافظة النبطية. سكان الكفير هم من المسيحيين والموحدون الدروز، ويقومون في المقام الأول بالعمل في زراعة الزيتون والصنوبر وأشجار الفاكهة الأخرى. الكفير هي مسقط رأس الروائية اللبنانية إيميلي نصر الله والسياسي السوري فارس الخوري.

## أعلام
- إيميلي نصر الله